# Straight Faced
Gli Straight Faced sono stati un gruppo punk statunitense formatosi con il nome di Above All nel 1991 a Huntington Beach. I componenti originali erano Eric Glenn Stewart, Ron Moeller, Matthew Polentz e Samuel Marrs.
La band pubblicò quattro album di studio, tra cui due su Epitaph Records, prima di sciogliersi nel 2001.

## Componenti
- Johnny Miller - voce
- Jack Louis - basso (1992)
- Samuel Marrs - basso (1992 - 1998)
- Kevin Norton - basso (dal 1998)
- Jeff Hibben - basso (1998 - 2000)
- Kevin Grossman - chitarra (1992 - 1997)
- David Tonic - chitarra (1997)
- Damon Beard - chitarra (dal 1998)
- Ron Moeller - batteria

## Discografia

### Album di studio
- 1993 - Guilty
- 1996 - Broken
- 1998 - Conditioned
- 2000 - Pulling Teeth

### EP
- 1992 - Self Will Run Riot
- 1998 - Revolve

### Apparizioni in compilation
- Punk-O-Rama Vol. 3
- Punk-O-Rama Vol. 4
- Punk-O-Rama Vol. 5